# Gleby czarnoziemne
Gleby czarnoziemne - rząd gleb charakteryzujący się znaczną zawartością próchnicy. Akumulacja próchnicy, w różnych warunkach uwilgotnienia, jest w nich dominującym procesem glebotwórczym. 

## Charakterystyka
Gleby czarnoziemne zazwyczaj posiadają wierzchnie poziomy próchniczne głębsze niż inne rzędy gleb, a także posiadają one większą zawartość procentową próchnicy. Możliwe jest zachodzenie innych procesów glebotwórczych (m.in. brunatnienie, płowienie, przemieszczanie węglanów), jednak nie są to procesy dominujące. 
Akumulacja próchnicy może się odbywać pod w warunkach okresowego niedoboru wody, pod roślinnością trawiastą lub leśno-stepową (czarnoziemy), a także w warunkach okresowo nadmiernej wilgotności pod lasami (czarne ziemie). Intensywne przemiany materii organicznej, z reguły bogatej w azot, przy udziale edafonu glebowego, prowadzą do powstania związków próchnicznych o przewadze kwasów huminowych i humin. Znaczna część z nich trwale łączy się z minerałami ilastymi tworząc połączenia organiczno-mineralne.
Poziomami diagnostycznymi gleb czarnoziemnych są na ogół epipedony mollic lub umbric, rzadziej też poziom murszasty. 
Skałami macierzystymi gleb czarnoziemnych najczęściej są pyły (w tym lessy), gliny, rzadziej iły, piaski fluwioglacjalne lub skały węglanowe.  

## Systematyka
Rząd gleby czarnoziemne w systematyce gleb Polski z 2011 r. dzieli się na sześć typów gleb: 
- Rząd 7. Gleby czarnoziemne (C)
  - Typ 7.1. Czarnoziemy (CW)
  - Typ 7.2. Czarne ziemie (CZ)
  - Typ 7.3. Rędziny czarnoziemne (CR)
  - Typ 7.4. Mady czarnoziemne (CF)
  - Typ 7.5. Gleby deluwialne czarnoziemne (CY)
  - Typ 7.6. Gleby murszaste (CU)

W systematyce gleb Polski z 1989 r. do rzędu gleb czarnoziemnych zaliczano jedynie typ czarnoziemy. Pozostałe typy występowały jako typy lub podtypy w innych rzędach. 
W klasyfikacji gleb WRB glebom czarnoziemnym na ogół mniej więcej odpowiadają Chernozems lub Phaeozems, rzadziej Mollihumic Regosols, Mollic Gleysols lub Umbrisols. W klasyfikacji USDA Soil Taxonomy — Mollisols.